# Stephen Keshi
Stephen Keshi   (Lagos, 23 de gener de 1962 - Benin City, 7 de juny de 2016) és un exfutbolista nigerià de la dècada de 1980 i entrenador.
Fou internacional amb la selecció de futbol de Nigèria. Pel que fa a clubs, destacà a RSC Anderlecht.
Un cop retirat fou seleccionador a diversos països, destacant amb la selecció de Togo i amb Nigèria:
- 2004-2006  Togo
- 2007-2008  Togo
- 2008-2010  Mali
- 2011  Togo
- 2011-2014  Nigèria
- 2015  Nigèria